# Pekandangan (Indramayu)
Pekandangan is een bestuurslaag in het regentschap Indramayu van de provincie West-Java, Indonesië. Pekandangan telt 7722 inwoners (volkstelling 2010).